# Gråbrødre Klosterkirke (Odense)
 For alternative betydninger, se Gråbrødre Klosterkirke. (Se også artikler, som begynder med Gråbrødre Klosterkirke)
Graabrødre Klosterkirke i Odense var en del af Gråbrødre Kloster. Kirken blev opført i slutningen af 1200-tallet og kom til at huse mange fornemme begravelser, de første var to af Erik Glippings døtre. Kong Hans' dronning, Christine, der omkring år 1500 boede i Odense, udsmykkede kirken med blandt andet Claus Bergs Altertavle (nu i Skt. Knuds Kirke) og lod sig gravlægge her sammen med sin mand. Siden blev også hendes søn, Christian II, begravet i kirken. Efter reformationen gik kirken i forfald og i begyndelsen af 1800-tallet blev den revet ned og gravpladserne flyttet til Skt. Knuds Kirke. Sidst i 1800-tallet blev der bygget et mindre kapel ved Gråbrødre Hospital et andet sted end den tidligere kirke.

## Eksterne kilder og henvisninger
- Gråbrødre Klosterkirke hos KortTilKirken.dk
- Gråbrødre Klosterkirke hos danmarkskirker.natmus.dk (Danmarks Kirker, Nationalmuseet)